# دبورا آدیر
دبورا آدیر میلر (انگلیسی: Deborah Adair Miller؛ زادهٔ ۱۹۵۲/۱۹۵۳ (۷۲–۷۳ سال)) بازیگر اهل ایالات متحده آمریکا است. وی بین سال‌های ۱۹۸۰ تا ۱۹۹۵ میلادی فعالیت می‌کرد.
از فیلم‌ها یا برنامه‌های تلویزیونی که وی در آن نقش داشته است می‌توان به روزهای زندگی ما، دودمان، و شکاف اشاره کرد.

## زندگینامه
دبورا آدیر میلر در لینچبرگ، ویرجینیا متولد شد. در دوران جوانی در ویرجینیا، کالیفرنیا، نیویورک، تنسی، مینه سوتا و در نهایت واشینگتن زندگی کرد. او دختر جی. راسل میلر است و یک برادر و یک خواهر دارد. وی از دانشگاه واشینگتن با مدرک لیسانس در رشته تبلیغات و بازاریابی فارغ التحصیل شد. او هنگام پیوستن به اتحادیه بازیگران مجبور شد نام خود را تغییر دهد زیرا این اتحادیه از قبل دبورا میلر داشت.
آدیر در سال ۱۹۷۲ عنوان دختر شایسته بلویو را از آن خود کرد و در مسابقه دختر شایسته واشینگتن در همان سال، مقام دوم را کسب کرد.

## حرفه
آدیر از سال ۱۹۷۶ تا ۱۹۷۸ دستیار مدیر تبلیغات در KIRO-TV در سیاتل بود. دلایل شخصی باعث شد که او سیاتل را ترک کند و از آوریل ۱۹۷۸ تا ژانویه ۱۹۷۹ به عنوان مهماندار هواپیما برای پان امریکن ورلد ایرویز کار کرد. او سرانجام تصمیم گرفت به آرزوی دیرینه‌اش که بازیگری بود، برسد. برای همین به هالیوود رفت و یک مدیر برنامه پیدا کرد که به او در گرفتن نقش‌های کوچک در چندین سریال تلویزیونی کمک کرد و اولین حضورش در قسمتی از مجموعه تلویزیونی «پاریس» بود. موفقیت بزرگ او در سال ۱۹۸۰ اتفاق افتاد، زمانی که برای بازی در نقش جیل فاستر ابوت در مجموعه تلویزیونی «جوان و بی‌قرار» انتخاب شد. وی در سال ۱۹۸۳ مجموعه «جوان و بی‌قرار» را ترک کرد تا نقش تریسی کندال را در مجموعه تلویزیونی دودمان که در ساعات پربیننده پخش می‌شد، بازی کند، نقشی که تا سال ۱۹۸۴ آن را ایفا کرد. او این نقش را با ایفای نقش ثابت دیزی لوید در سریال دیگری از آرون اسپلینگ با نام «یافته‌گر عشق‌های گمشده» دنبال کرد. در سال ۱۹۸۶ به مدت یک هفته به سریال «جوان و بی‌قرار» بازگشت تا نقش جیل را تکرار کند. او همچنین برای چند قسمت در مجموعه تلویزیونی سانتا باربارا که در ساعات پربیننده پخش می‌شد، حضور یافت.
آدیر در سال ۱۹۸۷ با تهیه‌کننده تلویزیونی چیپ هیز ازدواج کرد. او با همسرش در مجموعه تلویزیونی «ملروز» که در آن نقش مدیر تبلیغات، لوسی کابوت را بازی می‌کرد همکاری کرد. او همچنین در سال ۱۹۹۳ نقش کیت رابرتز را در سریال روزهای زندگی ما بازی کرد و به یکی از معدود بازیگرانی تبدیل شد که همزمان در یک مجموعه تلویزیونی روزانه و یک مجموعه تلویزیونی شبانه بازی کرد. وی بخاطر بازی در مجموعه تلویزیونی «روزهای زندگی ما» موفق به دریافت جایزه بهترین بازیگر نقش مکمل زن در مراسم جوایز «سواپرا دایجست» در سال ۱۹۹۴ شد.